# Heikki Hietamies

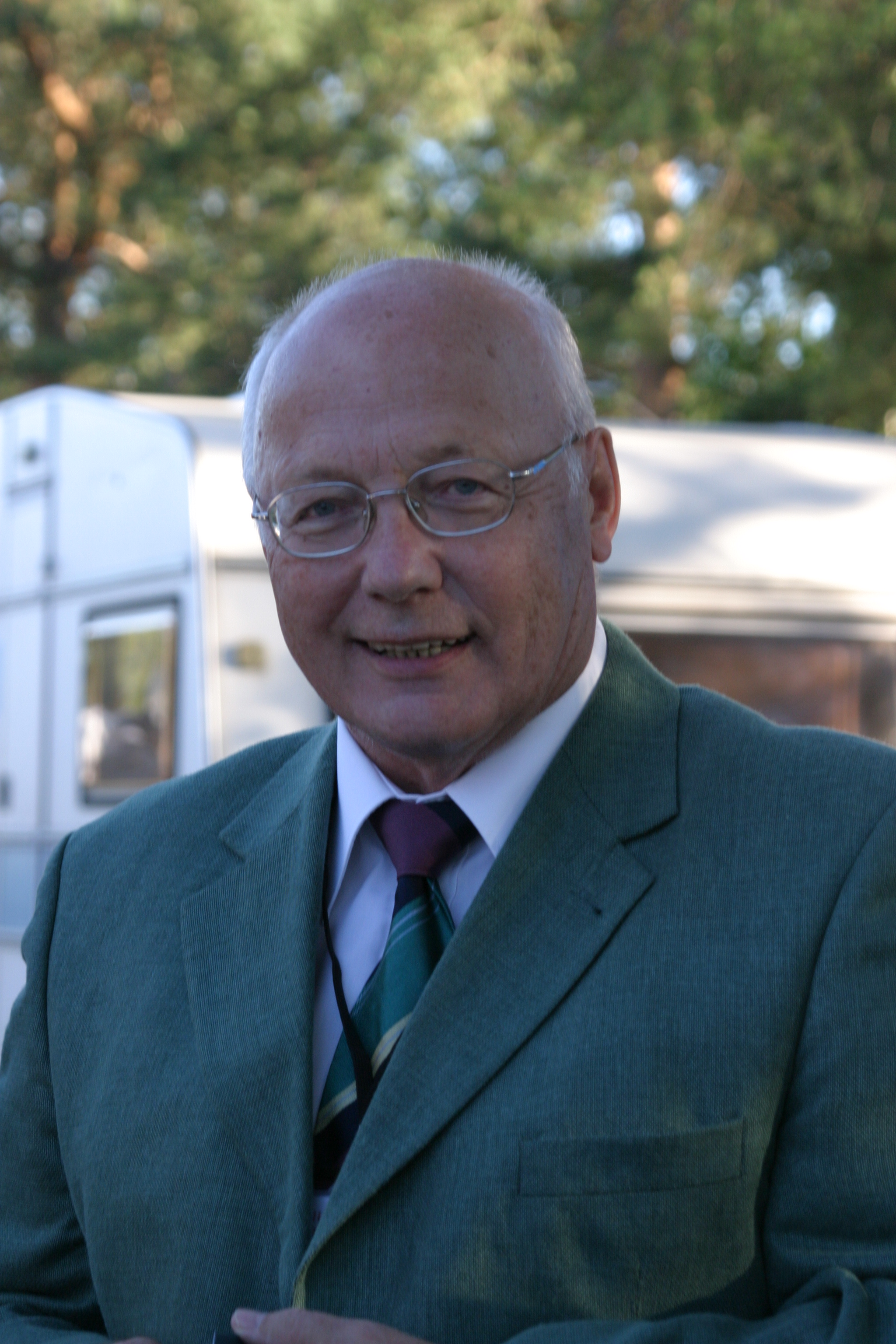
Heikki Hietamies (2006).

Heikki Juhani Hietamies, född 1 juli 1933 i Villmanstrand, är en finländsk tv-man och författare. 
Hietamies har varit verksam bland annat vid Rundradion 1968–1970, underhållningschef vid Reklam-TV 1970–1973, specialreporter vid tidningen Katso 1973–1979 och redaktör vid tidningen Apu 1979–1998. Sin författardebut gjorde han 1981 med boken Everstin näköinen hevonen. Hans fyra första böcker präglas av en humoristisk anda, medan tonen i de senare verken är allvarligare. Sina viktigaste böcker, Sotapoika (1986), Sossu (1987), Koiran yö (1991) och Äideistä parhain (1992), betecknar författaren själv som en serie levnadshistorier. Klaus Härös prisbelönta film Den bästa av mödrar (2005) bygger på romanen Äidestä parhain. Hietamies har även skrivit biografin Lindin Arvi (1999) samt ytterligare flera romaner under 1990-talet och början av 2000-talet. År 2009 utgav han sina memoarer; Iltaa, hyvät ihmiset.